# Shawnee (Kansas)
Shawnee è una città degli Stati Uniti d'America, nella contea di Johnson, nello Stato del Kansas. È parte integrante dell'agglomerato urbano di Kansas City, posta ad ovest della stessa.